# Futoshi Nishiya
Futoshi Nishiya (西屋 太志 Nishiya Futoshi?, 1981/1982 - 18 de julio de 2019) fue un director, animador y diseñador de personajes japonés.
Después de graduarse de una escuela vocacional en Osaka, empezó a trabajar en Kyoto Animation. Su primer trabajo como animador fue en Inuyasha en 2003 (que fue contratado Sunrise Inc). Asumió su primer papel de director de animación en el décimo episodio de la edición de Haruhi Suzumiya, y después con la función de jefe de dirección de animación en la segunda temporada de la misma serie del año 2009.
Su primer papel principal en el diseño de personajes fue en la adaptación al anime de 2011 de Nichijou. En 2012,  trabajó en los diseños de carácter originales de Hyouka, el cual está basado en la novela de misterio del mismo título escrito por Honobu Yonezawa. Como el trabajo original era una novela, los diseños de los personajes necesitaron ser realizados desde cero.
Sus trabajos más reconocidos son el diseño de personajes para las películas Koe no Katachi y Rizu to Aoi Tori, películas dirigidas por la destacada directora Naoko Yamada.
Nishiya murió el 18 de julio de 2019 durante el ataque incendiario contra Kyoto Animation. Tenía 37 años de edad.

## Filmografía
- InuYasha - Animación clave
- Full Metal Panic! - Animación clave
- AIR - Animación clave[6]
- Full Metal Panic! The Second Raid - Animación clave
- Suzumiya Haruhi no Yūutsu - Director de animación, animación clave
- Kanon - Director de animación, animación clave
- Lucky☆Star - Director de Animación, animación clave
- CLANNAD - Director de animación, animación clave
- CLANNAD ～After history~ - Director de Animación, animación clave
- K-On!! - Director de animación, animación clave
- Suzumiya Haruhi no Yūutsu - Jefe de dirección de animación, director de animación, asistente de dirección de animación
- K-On!! - Director de animación, animación clave
- Nichijō - Diseñador de personajes, Jefe de dirección de animación, dirección de animación[7]
- Hyōka - Diseñador de personajes y borrador, Jefe de dirección de animación, director de animación[8]
- Chūnibyō Demo Koi ga Shitai! - director de Animación
- Tamako Market - director de Animación, animación clave
- Free!! - Diseñador de personajes, jefe de dirección de animación, director de animación, animación clave[9]
- Kyōkai no Kanata - asistente de dirección de animación
- Chūnibyō Demo Koi ga Shitai! REN - Director de animación, animación clave
- Free! - Eternal Summer- - Diseñador de personajes, jefe de dirección de animación
- Amagi Brilliant Park - Dirección de animación, asistente de dirección de animación
- Hibike! Euphonium - Director de animación
- Hibike! Euphonium 2 - Director de animación
- Una Voz Silenciosa - Diseño de personajes[1]
- Kobayashi-san Chi no Maid Dragon - Director de animación
- Free！-Dive to the Future-  - Diseño de personajes, jefe de dirección de animación
- Rizu to aoi tori  - Diseño de personajes[3]